# Stefano Sebastiani

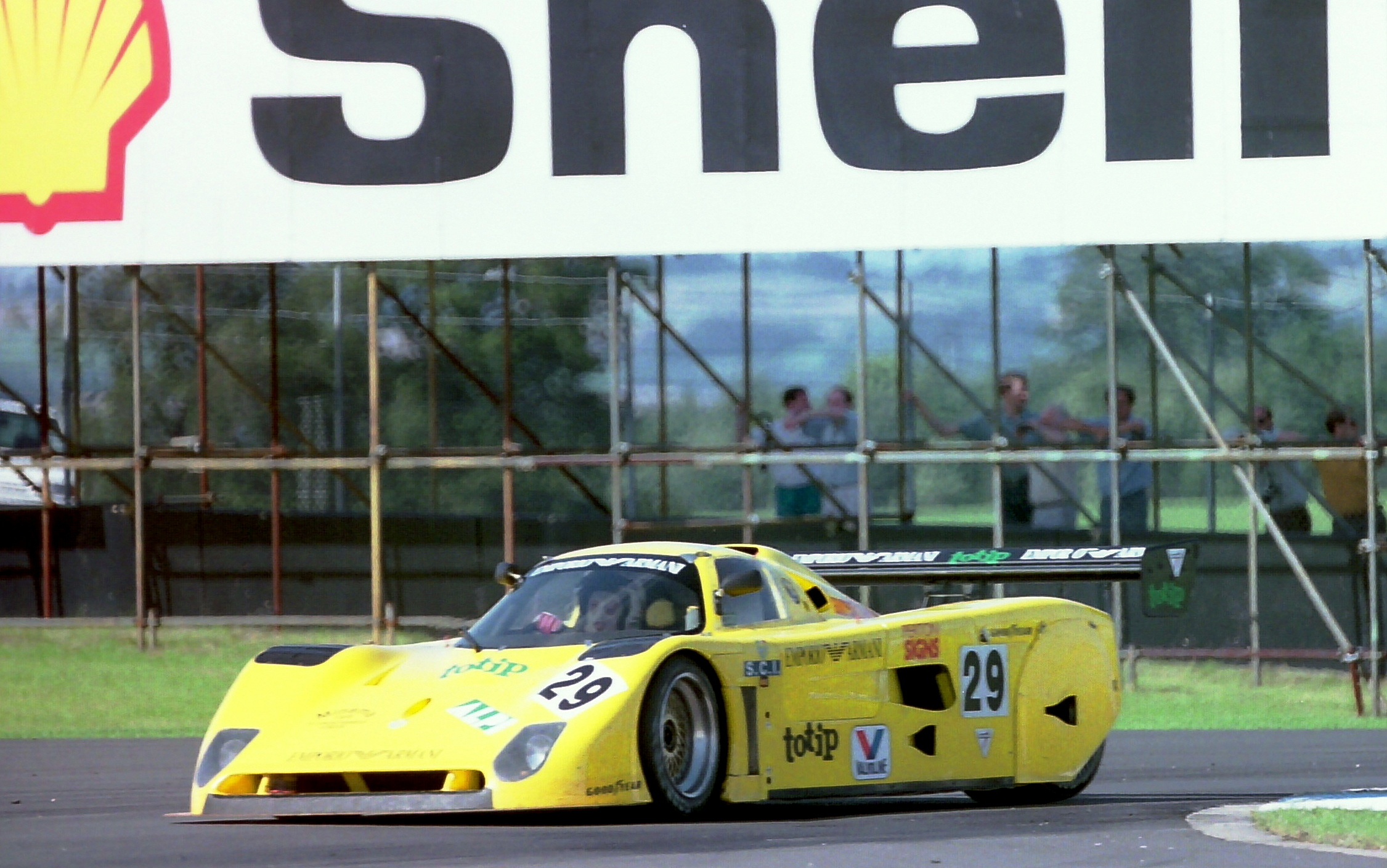
Der von Stefano Sebastini beim 500-km-Rennen von Donington 1992 gefahrene Spice SE90C

Stefano Sebastiani (* 15. August 1942 in Rom) ist ein ehemaliger italienischer Autorennfahrer.

## Karriere
Stefano Sebastiani, der auch unter dem Pseudonym Stingbrace an Rennen teilnahm, konnte auf eine lange Karriere im Sportwagensport zurückblicken. Zwischen seinen ersten internationalen Rennen, der Targa Florio 1970, und seinem letzten Rennstart beim 6-Stunden-Rennen von Vallelunga 2005 lagen 35 Jahre des aktiven Rennsports. Er fuhr in der Sportwagen-Weltmeisterschaft, der Interserie, viele Jahre in der britischen Thundersports-Serie, italienischen Sportwagen- und GT-Meisterschaften und am Ende seiner Karriere in der Le Mans Series. Dazu kamen Meldungen in der Tourenwagen-Europameisterschaft.
Seine beiden Rennsiege erreichte er in der Thundersports-Serie, wo er 1987 in Snetterton Motor Racing Circuit und 1989 in Brands Hatch jeweils einen Wertungslauf gewann. Dreimal startete er beim 24-Stunden-Rennen von Le Mans, konnte sich aber keinmal klassieren.

## Statistik

### Le-Mans-Ergebnisse
| Jahr | Team                | Fahrzeug       | Teamkollege   | Teamkollege       | Platzierung | Ausfallgrund     |
| ---- | ------------------- | -------------- | ------------- | ----------------- | ----------- | ---------------- |
| 1989 | Porto Kaleo Team    | Tiga GC288     | Vito Veninata | Robin Smith       | Ausfall     | Elektrik         |
| 1992 | Team S.C.I.         | Tiga GC288     | Vito Veninata | Ranieri Randaccio | Ausfall     | Kraftübertragung |
| 1994 | Simpson Engineering | Ferrari 348 LM | Tetsuya Ota   | Robin Smith       | Ausfall     | Kupplungsschaden |

### Einzelergebnisse in der Sportwagen-Weltmeisterschaft
| Saison | Team                          | Rennwagen               | 1   | 2   | 3   | 4   | 5   | 6   | 7   | 8   | 9   | 10  | 11  | 12  | 13  | 14  | 15  | 16  | 17  |
| ------ | ----------------------------- | ----------------------- | --- | --- | --- | --- | --- | --- | --- | --- | --- | --- | --- | --- | --- | --- | --- | --- | --- |
| 1970   | Franco Sebastiani             | Lotus 47                | DAY | SEB | BRH | MON | TAR | SPA | NÜR | LEM | WAT | ZEL |     |     |     |     |     |     |     |
| 1970   | Franco Sebastiani             | Lotus 47                |     | 47  |     |     |     |     |     |     |     |     |     |     |     |     |     |     |     |
| 1972   | Romani Piloti                 | AMS SP                  | BUA | DAY | SEB | BRH | MON | SPA | TAR | NÜR | LEM | ZEL | WAT |     |     |     |     |     |     |
| 1972   | Romani Piloti                 | AMS SP                  |     |     |     | 30  |     |     |     |     |     |     |     |     |     |     |     |     |     |
| 1973   | Stefano Sebastiani            | AMS 273                 | DAY | VAL | DIJ | MON | SPA | TAR | NÜR | LEM | ZEL | WAT |     |     |     |     |     |     |     |
| 1973   | Stefano Sebastiani            | AMS 273                 |     |     | 40  |     |     |     |     |     |     |     |     |     |     |     |     |     |     |
| 1977   | Stefano Sebastiani            | Chevron B23 Chevron B26 | DAY | MUG | DIJ | MON | SIL | NÜR | VAL | PER | WAT | EST | LEC | MOS | IMO | SAL | BRH | HOK | VAL |
| 1977   | Stefano Sebastiani            | Chevron B23 Chevron B26 |     |     |     | 13  |     |     | DNF |     |     |     |     |     |     |     |     |     |     |
| 1986   | Simpson Engineering           | Simpson C286            | MON | SIL | LEM | NÜN | BRH | JER | NÜR | SPA | FUJ |     |     |     |     |     |     |     |     |
| 1986   | Simpson Engineering           | Simpson C286            |     | DNF |     |     | DNF |     |     |     |     |     |     |     |     |     |     |     |     |
| 1987   | Cee Sport Racing              | Tiga GC286              | JAR | JER | MON | SIL | LEM | NÜN | BRH | NÜR | SPA | FUJ |     |     |     |     |     |     |     |
| 1987   | Cee Sport Racing              | Tiga GC286              |     |     |     |     |     |     | 16  |     | DNF |     |     |     |     |     |     |     |     |
| 1988   | ADA Engineering Kelmar Racing | ADA 03 Tiga GC288       | JER | JAR | MON | SIL | LEM | BRÜ | BRH | NÜR | SPA | FUJ | SAN |     |     |     |     |     |     |
| 1988   | ADA Engineering Kelmar Racing | ADA 03 Tiga GC288       |     |     |     | DNF |     |     |     |     | 13  |     | 8   |     |     |     |     |     |     |
| 1989   | Porto Kaleo Team              | Tiga GC289              | SUZ | DIJ | JAR | BRH | NÜR | DON | SPA | MEX |     |     |     |     |     |     |     |     |     |
| 1989   | Porto Kaleo Team              | Tiga GC289              |     |     |     |     |     | DNF | 19  |     |     |     |     |     |     |     |     |     |     |
| 1990   | Berkeley Team                 | Spice SE89C             | SUZ | MON | SIL | SPA | DIJ | NÜR | DON | MOT | MEX |     |     |     |     |     |     |     |     |
| 1990   | Berkeley Team                 | Spice SE89C             | DNF |     | 19  | 23  | 25  |     | DNF |     | DNF |     |     |     |     |     |     |     |     |
| 1992   | Team SCI                      | Spice SE90C             | MON | SIL | LEM | DON | SUZ | MAG |     |     |     |     |     |     |     |     |     |     |     |
| 1992   | Team SCI                      | Spice SE90C             | DNF | 4   | DNF | 7   |     | 8   |     |     |     |     |     |     |     |     |     |     |     |